# Hrast lužnjak
Hrast lužnjak (Quercus robur) je bjelogorično drvo iz roda hrastova porodice Fagaceae. Narodni nazivi za hrast lužnjak su dub, gnjilec, hrastovina, lužnik, rani hrast, rošnjak.

## Opis
To je drvo visine do 40 m (iznimno i do 50 m), a stablo može doseći promjer i do 3 m. To je dugovječno drvo koje može doseći starost od 500 do 800 godina. Krošnja mu je široka, nepravilna i dobro razgranata.
Kora mu je u mladosti glatka s laganim sivo-zelenkastim sjajem, a kasnije uzdužno ispuca. U starosti postaje debela (i do preko 10 cm), sivosmeđe boje i uzdužno ispucala dubljim (do 3 – 4 cm), a poprečno plitkim brazdama.

## Osobine
Korjenov sistem mu je jako razvijen, s centralnim korijenom, koji prodire u dubinu po nekoliko metara; bočni korijeni se šire znatno u širinu. Obrazuje ektotrofnu mikorizu.
Pupovi su mu pokriveni brojnim, golim, spiralno raspoređenim ljuskama svjetlosmeđe boje. Vršni pup mu je okružen s više manjih postranih pupova.
Listovi su na dosta debelim, golim, poluokruglim, 2 – 10 mm dugim peteljkama; plojka je duga 8 – 15 (– 20) cm duga i 3 – 10 cm široka. Na osnovi nesimetrična, okruglasta ili ušasta.
Cvjetovi su jednospolni; muški su u 2 – 5 cm dugim resama a ženski se javljaju pojedinačno ili u grupicama do 5. Kupula mu je poluloptasta, s tankim zidovima, 7 – 12 (– 20) mm visoka, 7 – 14 (–23) mm široka, pokrivena sitnim, 1 – 2 mm širokim ljuskama. Cvate u travnju i svibnju.
Plod hrasta je žir – oko 1,5 – 5 cm dugačak, 0,7 – 2,7 cm širok s površinskim uzdužnim prugama, svjetlosmeđ ili žućkast. Viri iz kupule 1/2 do 2/3 dužine žira; visi na 2 – 3 (– 6) cm dugoj peteljci. Sazrijeva u rujnu i listopadu.
Biološke oznake su mu da je jednodomna, anemofilna, heliofitna, mezofilna vrsta.
Razmnožavanje može biti sjemenom (spolno razmnožavanje) i vegetativno (bespolno razmnožavanje).

## Stanište
Hrast lužnjak zahtijeva duboka, glinovita ili pjeskovita, plodna, pretežno vlažna zemljišta, s visokom razinom podzemnih voda. Teže uspijeva na plitkom i suhom zemljištu. Zato su lužnjakova staništa pretežno na iluvijalno-deluvijalnim tlima nizinskih ili blago brežuljkastih terena. Tu je on zastupljen u čistim lužnjakovim šumama ili u mješovitim sastojinama s grabom, poljskim jasenom i dr. Opisan je veliki broj zajednica u kojima lužnjak ima vidnu ulogu, a u poznatoj slavonskoj hrastovoj šumi (Genisto – Quercetum roboris Horvat) lužnjak je edifikator.
Opća rasprostranjenost mu je gotovo cijela Europa, Kavkaz, i Mala Azija.

## Korištenje
Hrast lužnjak ima uske žućkastobijele godove, dok je sredina svijetlo do tamno smeđe boje. Srednja gustoća sirovog drveta je oko 0,65 (0,39 – 0,93) g/cm³. Hrastovina je tvrda, žilava, vrlo trajna i dobro se obrađuje. Koristi se za različite svrhe: kao građevinsko drvo, za željezničke pragove, grede i stupove. U unutrašnjem uređenju, od nje se izrađuju različite vrste podnih obloga, izrađuju se stepenice i namještaj. Visokokvalitetna hrastovina se koristi za izradu furnira a od nje se izrađuju i vrlo kvalitetne i cijenjene bačve. Osim toga, ona je i jako dobro ogrjevno drvo. 
Ranije se žir u hrastovim šumama koristio za prehranu stoke i u tom su pogledu hrastove šume bile jednako značajne kao i radi korištenja drveta. Zbog gorkih sastojaka i svojeg trpkog okusa hrastov žir ima ograničenu primjenu kao ljudske hrane, iako postoje mogućnosti da se ti nedostatci uklone ili barem ublaže, ali je vrlo hranjiv za životinje. U dobrim godinama su ljudi vodili svinje u hrastove šume i tovili ih žirom.
Osim toga, nekad se hrast lužnjak, odnosno sastojci iz njegove kore, koristio i za štavljenje kože.

## Ljekovitost i jestivost
Hrast spada i u ljekovito bilje, ljekoviti dijelovi su prije svega kora s mladih grana, žirevi i šišarke koje rastu na mjestima ugriza ose šiškarice. Od prženih žireva se može prirediti nadomjestak kave. Postoje i razni načini uklanjanja tanina iz žireva, a kako bi im se poboljšala jestivost.

## Sastav
Kora sadrži 10 – 29 % taninskih tvari,slobodnu galnu i elagi kiselinu, flavonoid kvercitin, triterpenoide, steroide i katehinske spojeve, vitamine B 1, 2 i 6, C, i PP.
Od makroelemenata kora sadrži (mg/g): kalij (1,40), kalcij (23,00), magnezij (0,60) te željezo (0,20).
Od mikroelemenata sadrži (mkg/g): mangan (142,60), bakar (12,30), cink (10,20), krom (0,80), aluminij (116,08), barij (537,12), vanadij (0,08), selen (0,04), nikal (1,84), stroncij (212,00), olovo (3,04), bor (74,80).

## Podvrste
1. Quercus robur subsp. brutia (Ten.) O.Schwarz; veledub, Jadranski lužnjak
2. Quercus robur subsp. imeretina (Steven ex Woronow) Menitsky
3. Quercus robur subsp. pedunculiflora (K.Koch) Menitsky, sivi hrast

## Vanjske poveznice
- (engl.)Oaks from Bialowieza Forest (biggest oak cluster with the monumental sizes in Europe
- PFAF Database Quercus robur